# Sciara polita
Sciara polita là một ruồi trong họ Sciaridae, thuộc chi Sciara. Loài này được Say miêu tả khoa học đầu tiên năm 1824.